# Agrias atromarginata
Agrias atromarginata är en fjärilsart som beskrevs av Le Moult 1925. Agrias atromarginata ingår i släktet Agrias och familjen praktfjärilar. Inga underarter finns listade i Catalogue of Life.